# Europejskie Igrzyska Halowe w Lekkoatletyce 1969 – trójskok mężczyzn
Trójskok mężczyzn – jedna z konkurencji technicznych rozgrywanych podczas lekkoatletycznych europejskich igrzysk halowych w hali Palac Lodowy w Belgradzie. Rozegrano od razu finał 9 marca 1969. Zwyciężył reprezentant Związku Radzieckiego Nikołaj Dudkin, który obronił tytuł  zdobyty na poprzednich igrzyskach.

## Rezultaty

### Finał
Rozegrano od razu finał, w którym wzięło udział 9 skoczków.

Opracowano na podstawie materiału źródłowego.
| Miejsce | Zawodnik       | Wynik |
| ------- | -------------- | ----- |
| 1       | Nikołaj Dudkin | 16,73 |
| 2       | Zoltán Cziffra | 16,46 |
| 3       | Carol Corbu    | 16,20 |
| 4       | Michael Sauer  | 15,86 |
| 5       | Dragán Ivanov  | 15,79 |
| 6       | Derek Boosey   | 15,63 |
| 7       | Adam Adamek    | 15,60 |
| 8       | Jan Broda      | 15,48 |
| 9       | Dušan Košutić  | 14,81 |